# Ireneusz Dąbrowski (informatyk)
Ireneusz Dąbrowski (ur. 6 marca 1953 w Warszawie) – inżynier automatyk, menedżer, przedsiębiorca, działacz w środowisku zawodowym, konsultant, felietonista.

## Życiorys

### Wykształcenie
Po maturze w 1971 w XIV Liceum Ogólnokształcącym im. K.Gotwalda (dziś im. S.Staszica) w Warszawie w klasie matematyczno-eksperymentalnej rozpoczął studia na Wydziale Mechaniki Precyzyjnej Politechniki Warszawskiej. Odbywał studia indywidualne w zakresie zastosowania komputerowych technik analizy i sterowania, które ukończył w 1976 ze specjalnością automatyka przemysłowa. W 1996 odbył studia INSEAD mini MBA w tematyce IT distribution.

### Praca w firmach informatycznych
Od 1976 rozpoczął pracę w Zakładach Systemów Mikrokomputerowych „Era” w Warszawie, jako programista systemów operacyjnych. W latach 1979–1985 był pracownikiem naukowo-badawczym w Instytucie Automatyki Przemysłowej Politechniki Warszawskiej. W latach 1986–1993 był współtwórcą i członkiem zarządu Spółdzielni Pracy Technik Komputerowych Comtech oraz Comtech Sp. z o.o.
Pracę w firmie DHI Sp.z o.o. – Dom Handlowy Informatyki rozpoczął w grudniu 1993 jako kierownik działu komputerów osobistych. Od października 1996 był dyrektorem zarządzającym w Computer 2000 Polska (po przekształceniach właścicielskich w DHI), a następnie od 1999 w Tech-Data (po przekształceniu Computer 2000) do 2011. Od października 1998 do lutego 2001 w Computer AG, a następnie od 2008 w Tech Data Europe, do 2011 pełnił funkcję dyrektora Regionu Europy Wschodniej (CEE) oraz członka Europejskiego Zarządu Tech Data.
Od roku 2011 jest konsultantem, doradcą, mentorem w sektorze IT w ramach własnej działalności gospodarczej. W tej roli pełnił w 2013 funkcję Dyrektora Handlowego w ComCERT SA. Pełnił też funkcje w radach nadzorczych, w latach 2015–2019 Przewodniczącym RN ABC Data SA, w 2018 S4E SA, a w 2019 w Vicis New Investments SA.

### Działalność w środowisku zawodowym
Ireneusz Dąbrowski od 1993 był przedstawicielem firmy w Polskiej Izbie Informatyki i Telekomunikacji (PIIT). Od 1993 był co dwa lata wybierany do Rady Izby. W latach 2001–2020 pełnił funkcję wiceprezesa Izby do spraw producentów i dystrybutorów, a w latach 2005–2007 Przewodniczącego Rady Izby.

## – Publikacje
- Felietony w piśmie CRN, 2018-2021

## Ordery i wyróżnienia
- Postać Roku Rynku IT (1998) Computer Reseller News
- Infostar (2001)
- Srebrny Krzyż Zasługi (2005)[5]
- Nagroda PIIT (2008)